# Radicalité
Ne doit pas être confondu avec Radicalisme.
La radicalité est, en philosophie, une façon de penser ou d'agir qui « va jusqu'au bout de chacune des conséquences impliquées par le choix initial »[source insuffisante].

## Perceptions
Le terme est connoté négativement et renvoi généralement à celui d'extrémisme. Mais selon Valérie Bonnet, Béatrice Fracchiolla et Lilian Mathieu, chercheurs en sciences sociales le terme peut être revendiqué de manière valorisante (au travers de valeurs « d’intransigeance, voire de rudesse politique », comme de manière négative, pour disqualifier une personne.

### Radicalité et racine
Étymologiquement, le mot « radicalité » est issu de radicalis en bas latin, qui désigne « ce qui tient à la racine, au principe d’un être ou d’une chose, donc ce qui est profond ». Plusieurs auteurs, dont Karl Marx, considèrent donc que se réclamer de la radicalité revient à « saisir les choses à la racine », et donc à aborder un sujet (problème, question, condition) en analysant ses fondements.

### Radicalité et extrémisme
Une autre interprétation du terme « radicalité » en fait une pensée intransigeante, « qui va jusqu’au bout de ses conséquences, parfois même une forme de rigorisme ou d’intégrisme ».

## Axe gauche-droite

### Gauche radicale
La gauche radicale est un courant politique hétérogène qui regroupe les individus, groupes, mouvements, organisations et partis situés entre les partis sociaux-démocrates et l'extrême gauche[réf. obsolète]. Au XXIe siècle et selon les auteurs, elle peut correspondre à la gauche antilibérale.
Selon la sociologue Irène Pereira, l’extrême gauche des années 1970 se définissait par référence à la polarité qu’exerçait alors le Parti communiste. L’effondrement de celui-ci, qui a privé celle-là de sa pertinence, contraint à des redéfinitions, notamment taxinomiques. La « gauche radicale », plus couramment nommée « gauche de la gauche », prendrait aujourd’hui son sens par référence à un Parti socialiste devenu parti de gouvernement. L’ouvrage d’Irène Pereira qui mobilise des apports de la sociologie politique, à l’aune des mouvements qu’ils analysent, s’assigne pour premier objectif d’en dresser une cartographie qu’ordonne la notion de « grammaire », empruntée à la sociologie pragmatique.
Dans le vocabulaire politique contemporain, sa définition est distincte de l'adjectif « radical », qui se réfère historiquement à des mouvements et organisations issus du radicalisme.

### Droite radicale
En science politique, le terme de droite radicale est utilisé pour désigner les groupes populistes d'extrême droite partageant un certain nombre de points communs, qui comprennent généralement l'opposition à la mondialisation et à l'immigration, la critique du multiculturalisme et l'opposition à l'Union européenne.

## Écologie
L’écologie est apparue comme un courant influent aux États-Unis et en Europe occidentale dans les années 1960, en dehors de la gauche traditionnelle et en dehors du marxisme. Certains de ses courants se présentaient même comme dépassant l’opposition entre droite et gauche, arguant que les conflits sociaux ( notamment entre classes sociales ) étaient destinés à passer au second plan devant un problème de fond : l’agression humaine contre l’environnement naturel. Cette agression a touché la terre tout entière et la population globale. C’était un problème de l’humanité et non d’une partie d’une classe sociale.
L’écologie radicale est à la pointe de l’écologie sociale. Elle pousse les systèmes sociaux et écologiques vers de nouveaux modèles de production, de reproduction et de conscience qui amélioreront la qualité de la vie humaine et l’environnement naturel. Elle remet en question les aspects de l’ordre politique et économique qui empêchent la satisfaction des besoins humains fondamentaux en matière d'environnement . Il propose des théories qui expliquent les causes sociales des problèmes environnementaux et des moyens alternatifs pour les résoudre. Il soutient les mouvements sociaux visant à éliminer les causes des problèmes environnementaux, la détérioration et l'amélioration de la qualité de vie de personnes de toutes races, de toute classes sociales et sexes.